# Smithville (Misuri)
Smithville es una ciudad ubicada en el condado de Clay en el estado estadounidense de Misuri. En el Censo de 2010 tenía una población de 8425 habitantes y una densidad poblacional de 207,59 personas por km².

## Geografía
Smithville se encuentra ubicada en las coordenadas 39°23′50″N 94°34′15″O / 39.39722, -94.57083. Según la Oficina del Censo de los Estados Unidos, Smithville tiene una superficie total de 40.59 km², de la cual 40.3 km² corresponden a tierra firme y (0.7%) 0.28 km² es agua.

## Demografía
Según el censo de 2010, había 8425 personas residiendo en Smithville. La densidad de población era de 207,59 hab./km². De los 8425 habitantes, Smithville estaba compuesto por el 95.95% blancos, el 0.68% eran afroamericanos, el 0.49% eran amerindios, el 0.66% eran asiáticos, el 0.04% eran isleños del Pacífico, el 0.44% eran de otras razas y el 1.74% pertenecían a dos o más razas. Del total de la población el 2.61% eran hispanos o latinos de cualquier raza.